# Ianeuli
Ianeuli (gruz. იანეული) – wieś w Gruzji, w regionie Guria, w gminie Czochatauri. W 2014 roku liczyła 385 mieszkańców.

## Urodzeni
- Silwestr Todria